# Guo Yue
Guo Yue (n. 17 iulie 1988, Anshan⁠(d), Republica Populară Chineză) este o jucătoare de tenis de masă ce a reprezentat Republica Populară Chineză, medaliată olimpică. A participat la 3 ediții ale Jocurilor Olimpice (2004, 2008, 2012) în care a câștigat două medalii de aur și două medalii de bronz.